# Le Bono
Le Bono (in bretone: Ar Bonoù) è un comune francese di 2 266 abitanti situato nel dipartimento del Morbihan nella regione della Bretagna. Il comune si affaccia sul golfo di Morbihan, sul quale ha anche un porto turistico.

## Note

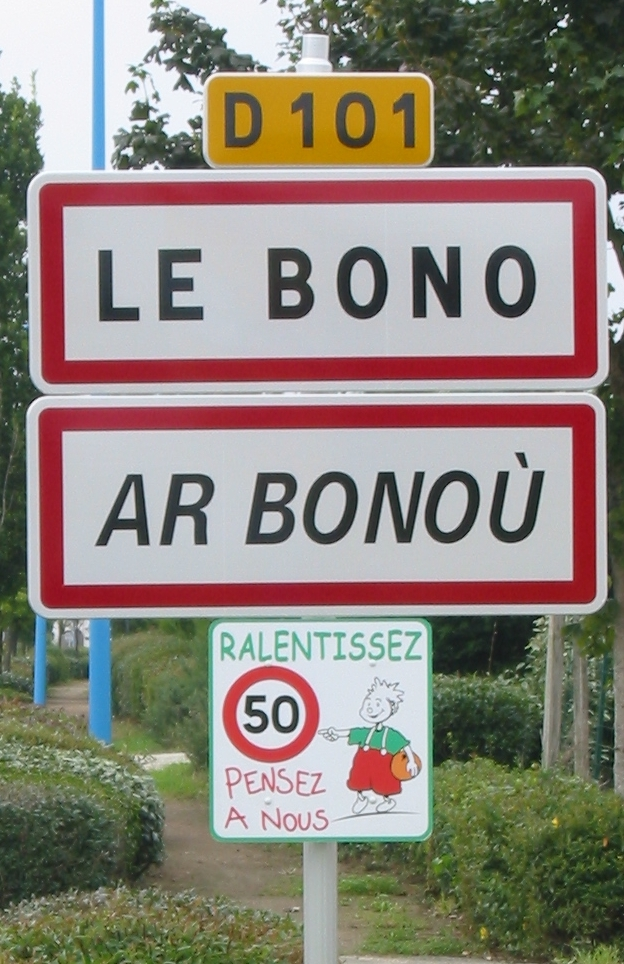
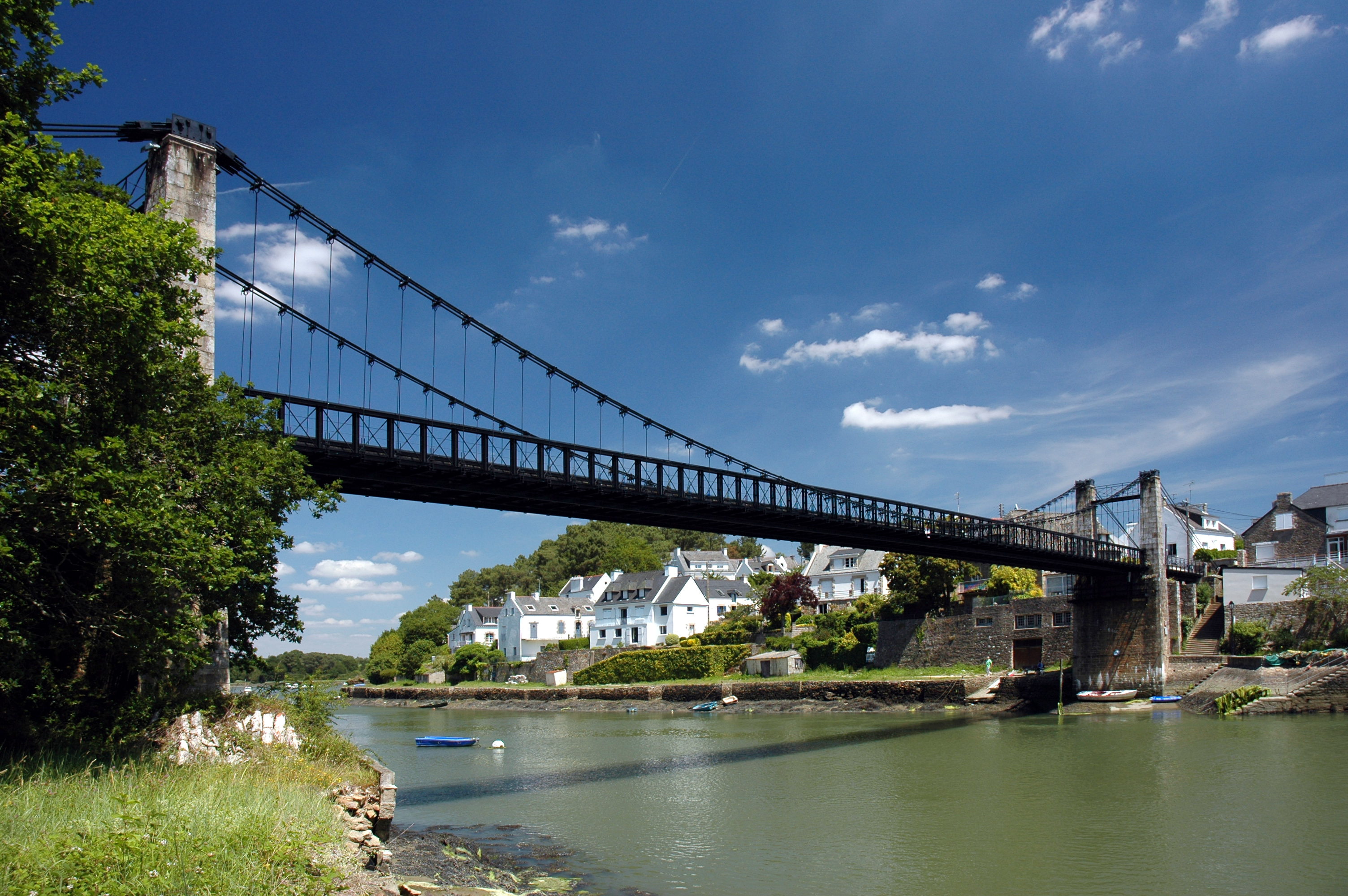
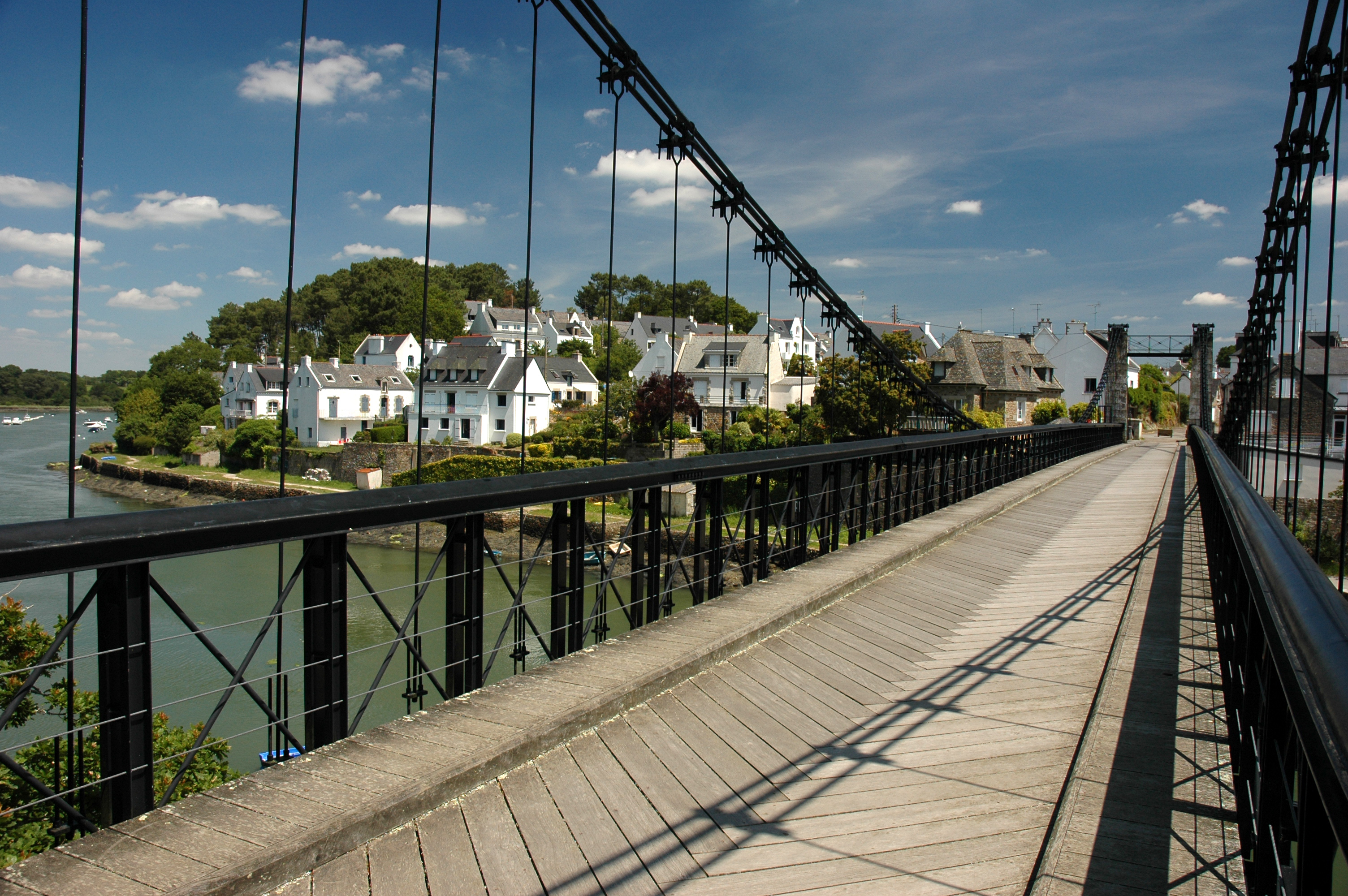
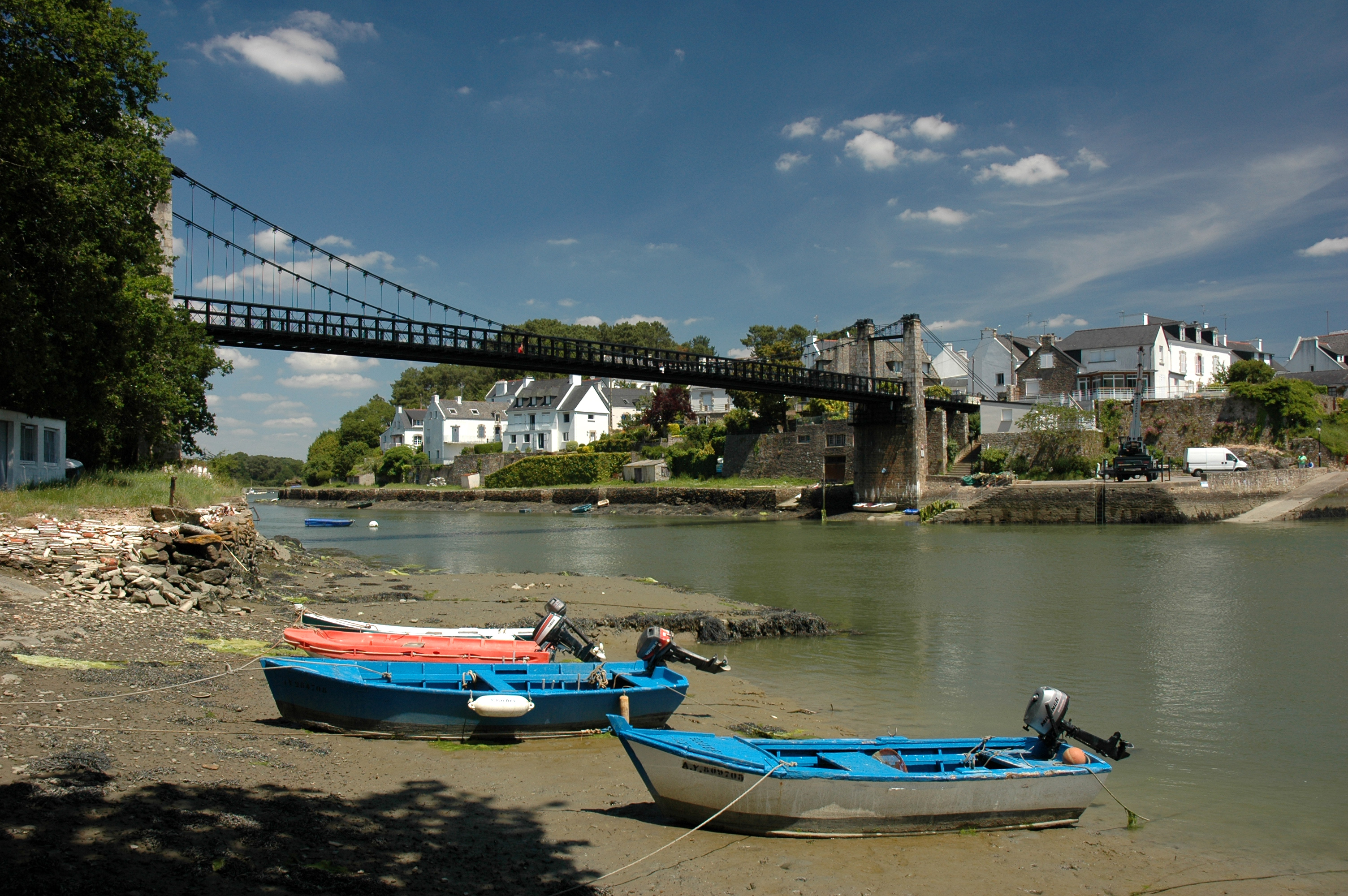
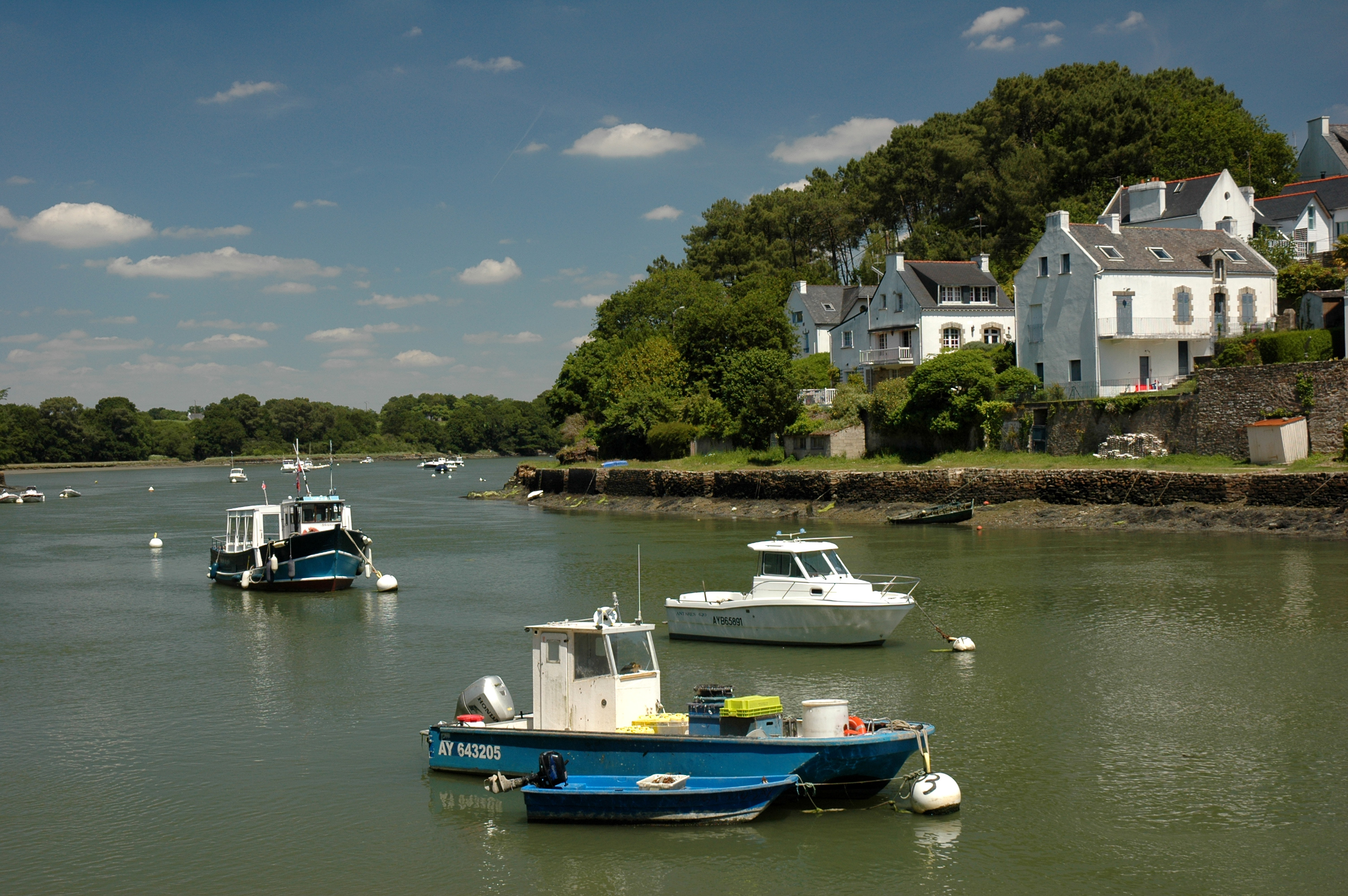
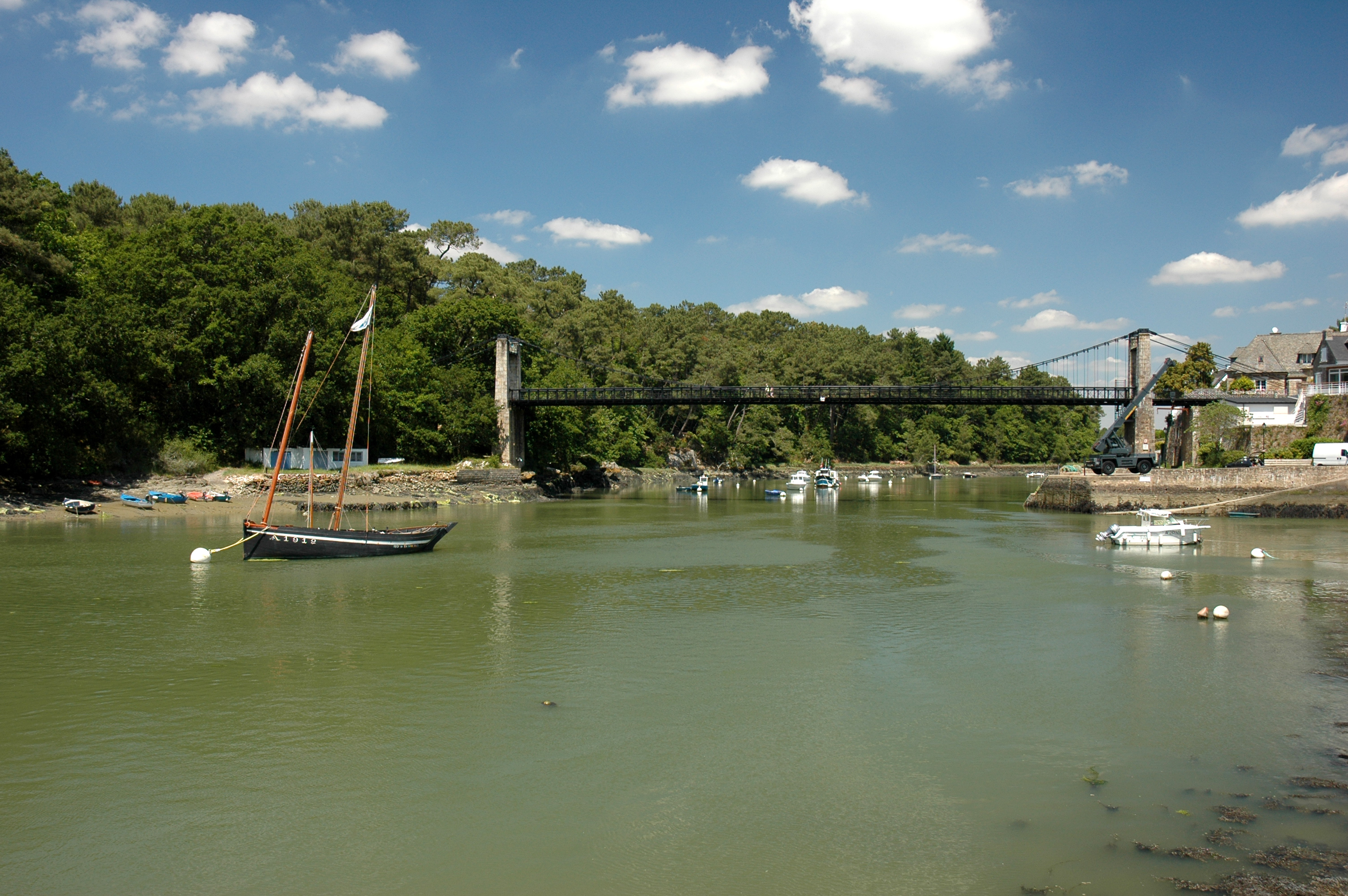
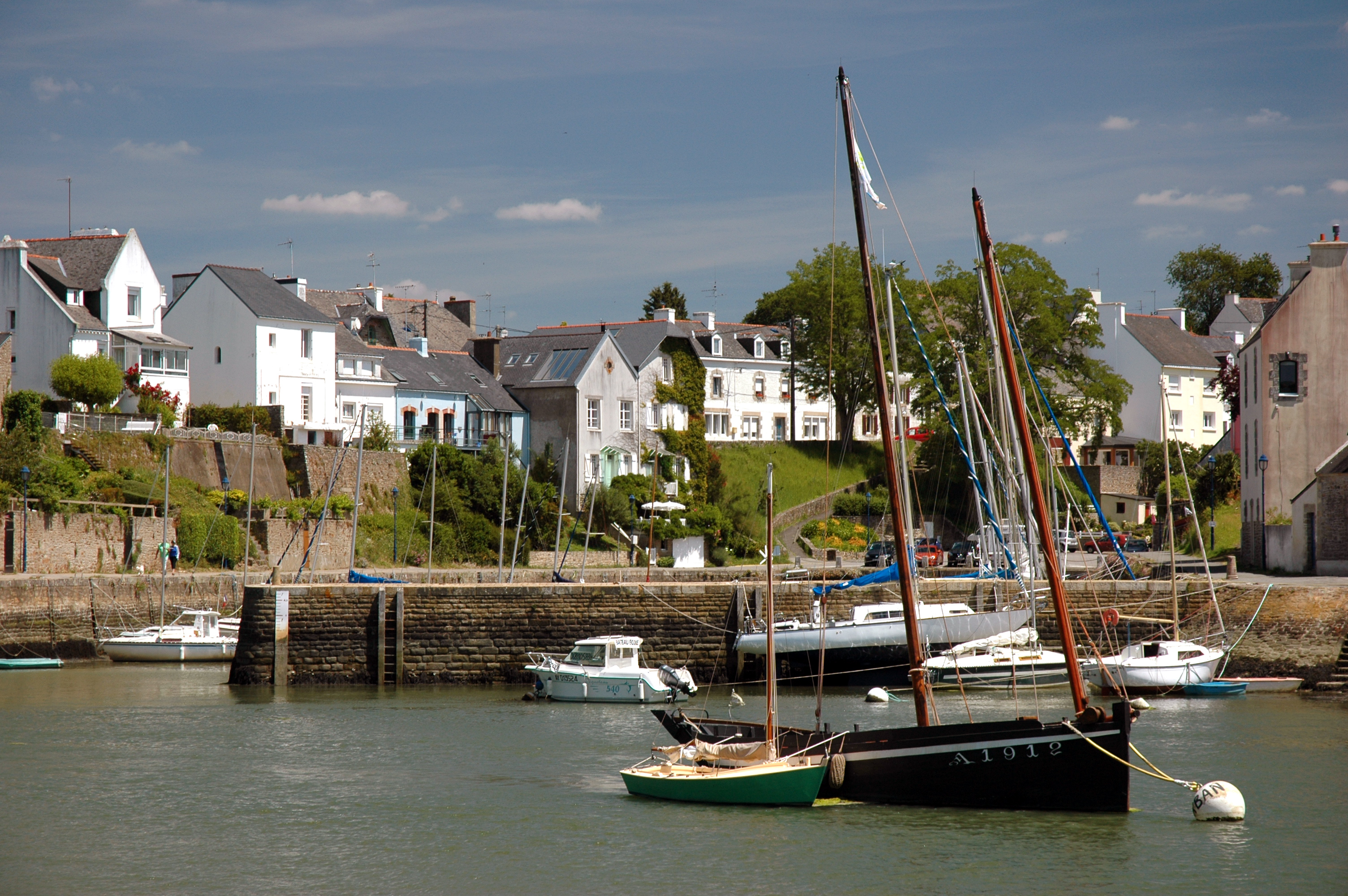

## Società

### Evoluzione demografica
Abitanti censiti